# Greatest Hits (Social Distortion)
Greatest Hits è una raccolta del gruppo punk statunitense Social Distortion, pubblicata il 26 giugno 2007. Il disco include tracce da tutti gli album della band, con l'aggiunta dell'inedito Far Behind.
Far Behind è anche la prima canzone registrata dalla band con la formazione attuale: Mike Ness, Jonny Wickersham, Brent Harding e Charlie Quintana.
Le tracce dalla 4 alla 9 sono state registrate nuovamente per questo album, mentre il resto del cd è formato da registrazioni originali. L'edizione limitata in vinile di questo album contiene un'intervista con Mike Ness.
Inoltre è stata resa disponibile una bonus track su iTunes Store negli USA, una reinterpretazione di Maybellene di Chuck Berry, mentre la versione inglese dell'album contiene la bonus track 1945.

## Tracce
1. Another State of Mind - 2:38
2. Mommy's Little Monster - 3:31
3. Prison Bound - 5:23
4. Story of My Life - 5:46
5. Ball and Chain - 5:42
6. Ring of Fire - 3:52
7. Bad Luck - 4:22
8. When the Angels Sing - 4:16
9. I Was Wrong - 3:57
10. Reach for the Sky - 3:31
11. Far Behind - 4:03 (inedito)
12. Maybellene - 2:17 (inedito, disponibile solo su iTunes Store)

### Formazione
- Mike Ness - voce, prima chitarra (tutte le tracce)
- Dennis Danell - seconda chitarra (tracce 1 e 3)
- Jonny Wickersham - seconda chitarra (tracce da 4 a 12)
- Brent Liles - basso (tracce 1 e 2)
- John Maurer - basso (tracce 3 e 10)
- Brent Harding - basso (tracce da 4 a 9, 11 e 12)
- Derek O'Brien - batteria (tracce 1 e 2)
- Christopher Reece - batteria (traccia 3)
- Charlie Quintana - batteria (tracce da 4 a 12)

## Crediti[2]
- Ed Colver - fotografia
- Gabrielle Geiselman - fotografia
- Shigeo Kilkuchi - fotografia
- Christine Marie - fotografia
- John Scarpati - fotografia
- Mike Ness - art direction, layout
- Jolie Clemens - art direction, layout
- Emily Frye - art direction, layout

## Classifiche[3]
| Classifica             | Posizione |
| ---------------------- | --------- |
| Billboard 200          | 86        |
| Top Independent Albums | 7         |

## Singoli[4]
| Classifica        | Posizione |
| ----------------- | --------- |
| Alternative Songs | 19        |